# Municipio
Das spanische Wort municipio [muniˈsipjo] oder [muniˈθipjo] (von lateinisch municipium), portugiesisch município [muniˈsipju] und katalanisch municipi, bezeichnet in zahlreichen spanisch- und portugiesischsprachigen Ländern eine politisch-staatliche Verwaltungseinheit, zu der in der Regel mehrere Ortschaften gehören. Die Verwaltungsorgane und gewählten Volksvertretungen der municipios (spanisch) oder municípios (portugiesisch) sowie deren Kompetenzen unterscheiden sich von Land zu Land erheblich. In manchen spanisch- oder portugiesischsprachigen Ländern werden die Gemeinden anders bezeichnet, etwa in Portugal concelho, in Galicien und Asturien conceyu und concello, in der argentinischen Provinz Buenos Aires partido oder in Chile und Angola comuna.

## Definition in den jeweiligen Ländern

### Angola
Angola ist in 18 Províncias (Provinzen), 162 Municípios (Landkreise) und 559 Comunas (Gemeinden) organisiert. Die Municípios werden i. d. R. nach der größten Stadt des Landkreises benannt.

### Argentinien
In Argentinien ist die Definition der Municipios uneinheitlich und unterscheidet sich von Provinz zu Provinz, es handelt sich jedoch in allen Fällen um die kleinste autonome administrative Einheit mit eigenen Exekutiv- und Legislativorganen. Es gibt zwei grundsätzlich unterschiedliche Modelle: der municipio con ejido no colindante, bei dem die Municipios nur die Siedlungen selbst und zum Teil ihr unmittelbares Umland umfassen und es große municipio-freie Gebiete (ohne zuständigem Municipio) gibt, und der municipio con ejido colindante, bei der das gesamte Provinzgebiet nach Art von Distrikten in Municipios aufgeteilt ist. In der Provinz Buenos Aires sind die Municipios gleichzeitig die einzige Verwaltungseinheit unter den Provinzen, sie werden dort Partido genannt. In den meisten anderen Provinzen ist den Municipios noch ein Departamento übergeordnet.
Seit der Verfassungsreform 1994 kann ein Municipio, der mehr als ein von Provinz zu Provinz verschieden festgelegtes Minimum an Einwohnern zählt, seine eigene Carta Orgánica (etwa: Gemeindeordnung) beschließen. Als Besonderheit gibt es in einigen Provinzen zusätzlich die Comuna, Comisión de Fomento oder Junta Vecinal, die kleinere Einheiten als die Municipios darstellen und nicht vollständig autonom sind, jedoch selbst keinem anderen Municipio untergeordnet sind.

### Bolivien
In Bolivien ist ein Municipio eine direkte Untereinheit einer Provinz und ist in etwa vergleichbar einem Landkreis oder Gemeindebezirk, der Name des Municipios ist nahezu immer identisch mit der zentralen Ortschaft des Municipios. Ein Municipio ist weiter untergliedert in Kantone (cantones) und auf unterster Ebene in localidades.

### Brasilien
In Brasilien entspricht ein Município (deutsch: das Munizip, Plural die Munizipien) der kleinsten der autonomen politischen und administrativen Einheiten. Ihr Kennzeichen ist nach den Verfassungen Brasiliens seit dem Kaiserreich das Selbstverwaltungsrecht. Dieses Selbstverwaltungsrecht ist das ausschlaggebende Merkmal. Das Munizip hat eine Exekutive mit Stadtpräfekt (Bürgermeister), dem Prefeito Municipal, und eine Vertretungskörperschaft mit einem Stadtrat, der Câmara Municipal. Es hat keine richterliche Gewalt. Eine Judikative existiert nur auf staatlicher Ebene und wird meist auf lokale Verwaltungsbezirke (Comarca) unterteilt. Derzeit hat Brasilien 5570 Munizipien (Stand: 2021).

### El Salvador
In El Salvador ist ein Municipio eine direkte Untereinheit eines Departamento. Ein Municipio ist weiter untergliedert in Cantones.

### Kolumbien
In Kolumbien ist ein Municipio eine direkte Untereinheit eines Departamento. Ein Municipio ist weiter untergliedert in Barrios (Stadtviertel) und Veredas (Bürgersteige), die wiederum Teil eines Corregimiento sind.

### Kuba
In Kuba ist ein Municipio die direkte Untereinheit einer Provinz und ist in etwa mit einem Landkreis in Deutschland oder einem US-County vergleichbar.

### Mexiko
In Mexiko ist ein Municipio die nächstniedere administrative Verwaltungsebene nach dem Bundesstaat, grob vergleichbar mit einem Landkreis oder Gemeindebezirk in Deutschland.

### Osttimor
Die Municípios (tetum Munisípiu) in Osttimor bilden die höchste administrative Verwaltungsebene des Landes. Bis 2014 wurden sie noch als Distrikte bezeichnet.

### Portugal
In Portugal ist ein Município der Ebene LAU 1 (Gemeindeverbände) zugeordnet.

### Spanien
In Spanien entspricht ein Municipio verwaltungstechnisch in etwa einer Gemeinde in den deutschsprachigen Ländern und ist der Ebene LAU 2 (Gemeinden) gleichzusetzen.

### Venezuela
In Venezuela ist ein Municipio ein Verwaltungsbezirk als Untergliederung der Bundesstaaten (estados federales). Er ist weiter in parroquias (Gemeinden) untergliedert.